# Bistum Taubaté
Das Bistum Taubaté (lat.: Dioecesis Taubatensis) ist eine in Brasilien gelegene römisch-katholische Diözese mit Sitz in Taubaté im Bundesstaat São Paulo.

## Geschichte
Das Bistum Taubaté wurde am 7. Juni 1908 durch Papst Pius X. mit der Apostolischen Konstitution Diocesium Nimiam Amplitudinem aus Gebietsabtretungen des Erzbistums São Paulo errichtet und diesem als Suffraganbistum unterstellt. Am 4. Juli 1924 gab das Bistum Taubaté Teile seines Territoriums zur Gründung des Bistums Sorocaba ab. Eine weitere Gebietsabtretung erfolgte am 31. Juli 1937 zur Gründung des Bistums Lorena. Das Bistum Taubaté gab am 19. April 1958 Teile seines Territoriums zur Gründung des Erzbistums Aparecida ab, dem es als Suffraganbistum unterstellt wurde. Weitere Gebietsabtretungen erfolgten am 9. Juni 1962 zur Gründung des Bistums Mogi das Cruzes und am 30. Januar 1981 zur Gründung des Bistums São José dos Campos.

## Bischöfe von Taubaté
- Epaminondas Nunes de Ávila e Silva, 1909–1935
- André Arcoverde de Albuquerque Cavalcanti, 1936–1941
- Francisco do Borja Pereira do Amaral, 1944–1976
- José Antônio do Couto SCI, 1976–1981
- Antônio Afonso de Miranda SDN, 1981–1996
- Carmo João Rhoden SCI, 1996–2015
- Wilson Luís Angotti Filho, seit 2015